# گوزن خوکی هندی
گوزن خوکی هندی (نام علمی: Axis porcinus) یک گونه از زیرخانواده گوزنیان جهان قدیم بومی پاکستان، هند و جنوب شرق آسیا است که توسط انسان به طبیعت استرالیا، ایالات متحده و سریلانکا نیز وارد شده است.